# Dům U Melounu (Karlovy Vary)
Dům U Melounu, nazýván též U Zeleného melounu nebo Zelený meloun či zkráceně pouze Meloun, původního jména Svatý Tadeáš, se nachází v Městské památkové zóně Karlových Varů, v lázeňské části města na levém břehu řeky Teplé na Staré louce 332/54. Byl postaven před rokem 1756.

## Historie
První zmínka o domu pochází z roku 1756, kdy se ještě jmenoval Svatý Tadeáš. V roce 1771 jej vlastnili Franziska Mitterbacher a Johann Georg Pupp. Roku 1876 byl majitelem domu Johann Pupp, který jej vlastnil do roku 1898. V roce 1900 dům patřil Rudolfu Mannlovi, významnému lázeňskému lékaři, karlovarskému radnímu a důležité osobnosti počátků karlovarského knihovnictví.

### Popis
Dům byl původně spojený s vedlejším domem č. 56. Jednalo se o stavbu dvoupatrovou, osmiosou, uprostřed s mohutným vikýřem. Objekt byl později rozdělen. Výraz současného čtyřosého uličního průčelí pochází z poloviny 19. století. Tehdy byl dům navýšen o třetí patro a okna byla doplněna o štukové pasparty s přímými nadokenními římsami.
Dispoziční řešení je trojtraktové, vstupní chodba je situována u pravé štítové zdi. Za zádveřím je umístěno dřevěné schodiště vedoucí do vyšších pater. Na plně vyzděném přízemí je na vodorovném prahu vynesena hrázděná konstrukce čelní stěny. Jsou zde zachovány i hrázděné štítové stěny a vnitřní příčky.
Dlouho se zde uchovaly originální barokní vstupní dveře, ty současné (2023) byly nahrazeny jejich replikou.

## Ze současnosti
V roce 2014 byl dům uveden v Programu regenerace Městské památkové zóny Karlovy Vary 2014–2024 v části II. (Tabulková část 1–5 Přehledy) v Seznamu památkově hodnotných objektů na území MPZ Karlovy Vary a jejich aktuální stav s vyjádřením vyhovující.
V současnosti (duben 2023) je budova evidována jako rodinný dům v soukromém vlastnictví.